# Turdus lherminieri
Turdus lherminieri é uma espécie de ave da família Turdidae.
Pode ser encontrada nos seguintes países: Dominica, Guadeloupe, Montserrat e Santa Lúcia.
Os seus habitats naturais são: regiões subtropicais ou tropicais húmidas de alta altitude.
Está ameaçada por perda de habitat, sendo a sua população estimada em cerca de 10 000 indivíduos.